# مشین‌گیمز
مشین‌گیمز (انگلیسی: MachineGames) شرکت بازی ویدئویی سوئدی است، که در سال ۲۰۰۹ تأسیس شد.